# Кедрин, Владимир Иванович
Владимир Иванович Кедрин (12 июля 1866 Санкт-Петербург — после 1931) — российский и советский военный деятель. Генерал-майор Российской императорской армии (1910), с 1908 по 1917 годы был начальником Казанского военного училища. После Октябрьской революции, служил в Народной армии, а затем в Русской армии Колчака. В 1919 году был произведён в генерал-лейтенанты. Вскоре был пленён Красной армией. С 1920 по 1923 годы служил в Красной армии. Потом был преподавателем в Институте народного хозяйства. В 1931 году был на 5 лет сослан в Казахстан по делу «Весна». Автор работы «Александровское военное училище. 1863—1901 гг.».

## Биография
Владимир Иванович Кедрин родился 12 июля 1866 года в Санкт-Петербурге в семье потомственных дворян Санкт-Петербургской губернии (по другим данным Киевской губернии). Образование получил в Санкт-Петербургской классической гимназии, которую окончил в 1885 году.
28 июня 1885 года поступил на службу в Российскую императорскую армию. В 1888 году окончил Санкт-Петербургское пехотное юнкерское училище, из которого был выпущен в чине подпоручика гвардии и направлен служить Кексгольмский гренадерский полк. В поручики гвардии был произведён со старшинством с 30 августа 1892 года и сразу же переименован в штабс-капитаны. В 1894 году окончил Николаевскую военную академию по 2-му разряду. 5 января 1895 года назначен младшем офицером Московского пехотного юнкерского училища, затем, с 13 июня 1896 года был библиотекарем в Александровском военном училище. В капитаны был произведён со старшинством с 6 декабря 1896 года, в подполковники — с 6 декабря 1899 года. С 22 февраля 1901 года по 20 мая 1904 года был инспектором классов Московского военного училища. в 1903 году «за отличие» был произведён в полковники со старшинством с 6 декабря 1903 года. С 20 мая 1904 года по 8 сентября 1905 года по 6 декабря 1908 года занимал должность инспектора классов Казанского пехотного юнкерского училища, во время нахождения в должности, с 6 сентября 1905 года по 10 сентября 1906 года отбывал цензовое командование в должности командира батальона. 8 декабря 1908 года был назначен начальником Казанского военного училища. В 1910 году «за отличие» произведён в генерал-майоры со старшинством с 18 апреля 1910 года. По состоянию на 22 марта 1915 года и на 10 июля 1916 года служил в том же чине и занимал ту же должность.
После Октябрьской революции, присоединился к Белому движению. 4 сентября 1918 года занял должность начальника отдела военно-учебных заведений при Главном управлении Генерального штаба Народной армии. 30 сентября 1918 года стал временно исправляющим должность должность начальника отдела военно-учебных заведений при штабе Верховного главнокомандующего Уфимской директории Василия Болдырева. С 7 ноября 1918 года исправлял должность начальника управления военно-учебных заведений при штабе Верховного главнокомандующего в Русской армии Колчака. 28 февраля следующего года занял должность генерала для поручений при военном министре, затем был состоял при управляющем военным министерством правительства Александра Колчака. 3 августа 1919 года был произведён в генерал-лейтенанты.
Был взят в плен Красной армией, 10 мая 1920 года арестован, 9 августа 1920 году Кедрину было предъявлено обвинение в том что он служил в Русской армии, но был освобождён. С 1920 по 1923 годы служил в Красной армии. Весной 1920 года был направлен в распоряжение Управления Сибирских высших учебных заведений. По состоянию на 1 марта 1923 года был штатным преподавателем Высшей Военной школы Сибири. Затем переехал в Киев, где стал преподавать в военной школе, затем — в Институте народного хозяйства.
В 1931 году был на 5 лет выслан в Казахстан по делу «Весна». Был реабилитирован 30 ноября 2000 года прокуратурой Омской области.
По состоянию на 1 ноября 1907 года состоял в браке с Натальей Ивановной (в девичестве — Ордынской) и имел двоих детей.

## Изучение истории Александровского военного училища
Во время службы в Александровском военном училище Кедрин, создал первый печатный систематический каталог, который был издан в начале 1901 году. В 1898 году по поручению генерал-лейтенанта Иллариона Левачёва написал краткий исторический очерк про Александровское военное училище, в этот очерк вошли так же списки личного состава и выпусков юнкеров в офицеры с 1864 по 1898 годы. В 1899—1901 годах очерк был дополнен и в 1901 году вышел в свет под названием «Александровское военное училище, 1863—1901».
В 1899 году создал «Устав Общества вспомоществования бывшим александровцам». Также был автором «Особого дневника», в котором были записаны все значимые факты из жизни Александровского военного училища.

## Награды
Владимир Иванович Кедрин был пожалован следующими наградами:
- Орден Святого Владимира 2-й степени (10 апреля 1916);
- Орден Святого Владимира 3-й степени (1913);
- Орден Святой Анны 1-й степени (30 июля 1915);
- Орден Святой Анны 2-й степени (1908);
- Орден Святой Анны 3-й степени (1901);
- Орден Святого Станислава 1-й степени (22 марта 1915);
- Орден Святого Станислава 2-й степени (1906).